# Mirza Kadim Irevani
Mirza Kadim Irevani (en azerí: Mirzə Qədim İrəvani) fue artista ornamentalista y retratista y el fundador de la pintura sobre tabla en Azerbaiyán y  sus obras influyeron profundamente el arte visual del período moderno. Los retratos “La Mujer Sentada”, “El Hombre Joven”, “Feteli Shah”, “Mulla”, cuatro retratos grandes en las paredes del Palacio Serdar que realizados en los años 1850 son sus obras más famosas. 

## Biografía
Kadim Mammad Huseyn oglu nació en el año 1825, en la ciudad Irevan en el Kanato de Ereván. Él no recibió la educación de arte profesional y se hizo famoso por su talento natural. Además de su actividad artística Irevani trabajó como telegrafista en la oficina de correos.
Algunas de sus obras, como los retratos “La Mujer Sentada” y “El Hombre Joven”, pintados en acuarelas y mantenidos en Bakú, en el Museo Nacional de Arte de Azerbaiyán, fueron creados a mediados del siglo XIX y  más relacionados con las tradiciones de miniatura medieval. Irevani expresó gran interés en la vista de humanos.  Entre las obras de Mirza Kadim Irevani los cuadros famosos se encuentran en el Palacio Sardar en Irevan, incluyendo cuatro retratos de Feteli Ali Shah, Abbas Mirza, Mah Tellet Khanim y Vajullah Mirza. El palacio fue destruido en el año 1914 (incluidos cuatro retratos en las paredes del palacio) y las imágenes de los retratos solo han sobrevivido en copias. Las obras de Irevani, como “Bailarina” (en azerí: Rəqqasə), “Darvish” (en azerí: Dərviş), “Pahlivan” (en azerí: Pəhlivan) y “Jinete” (en azerí: Süvari) son también famosos.

## Galería

Las obras de Mirza Kadim Irevani
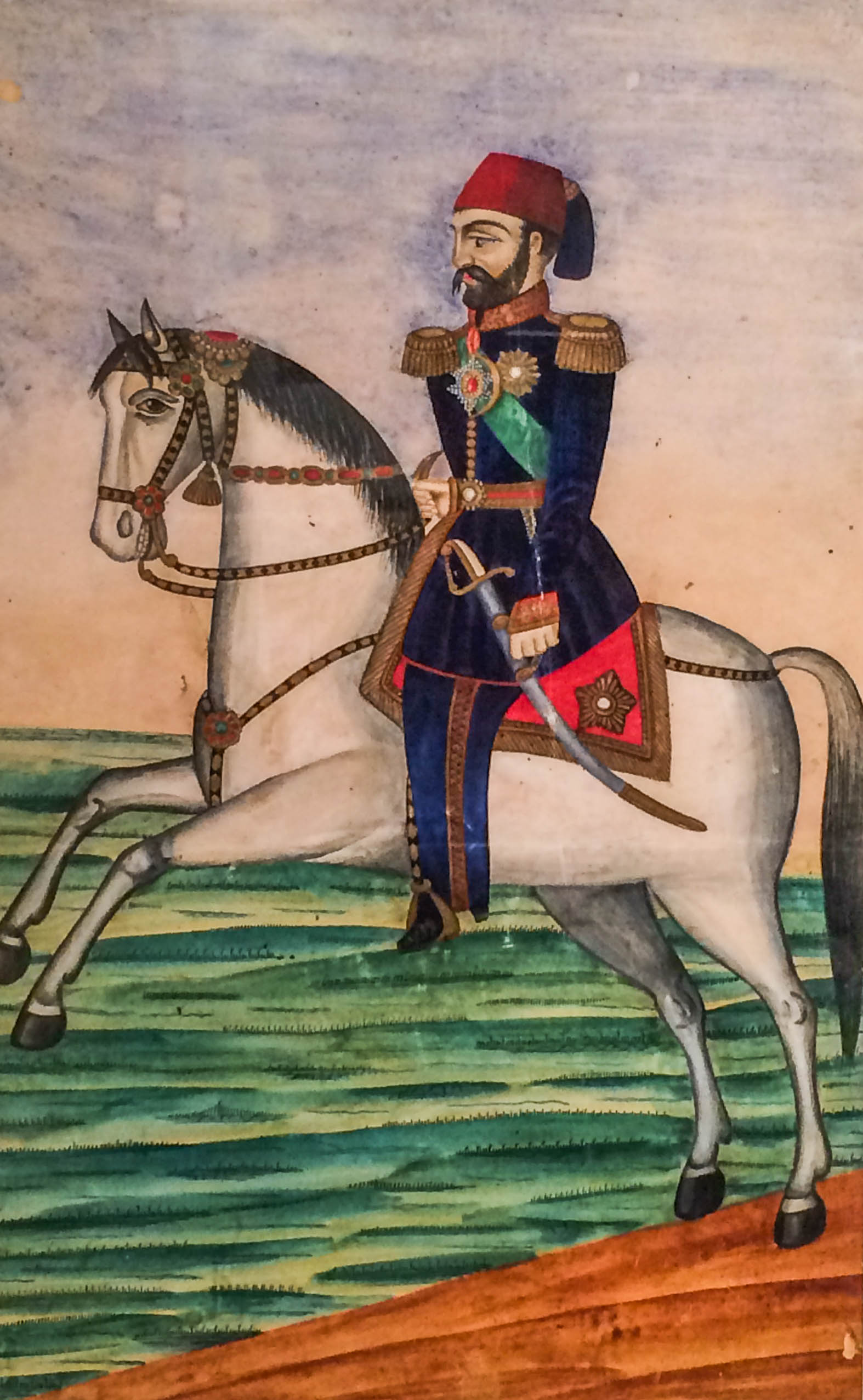
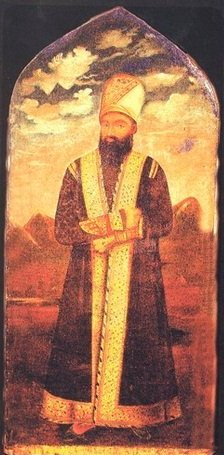
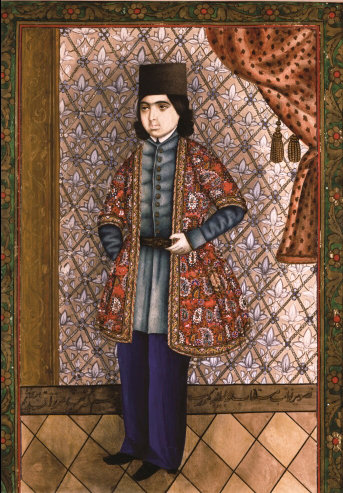
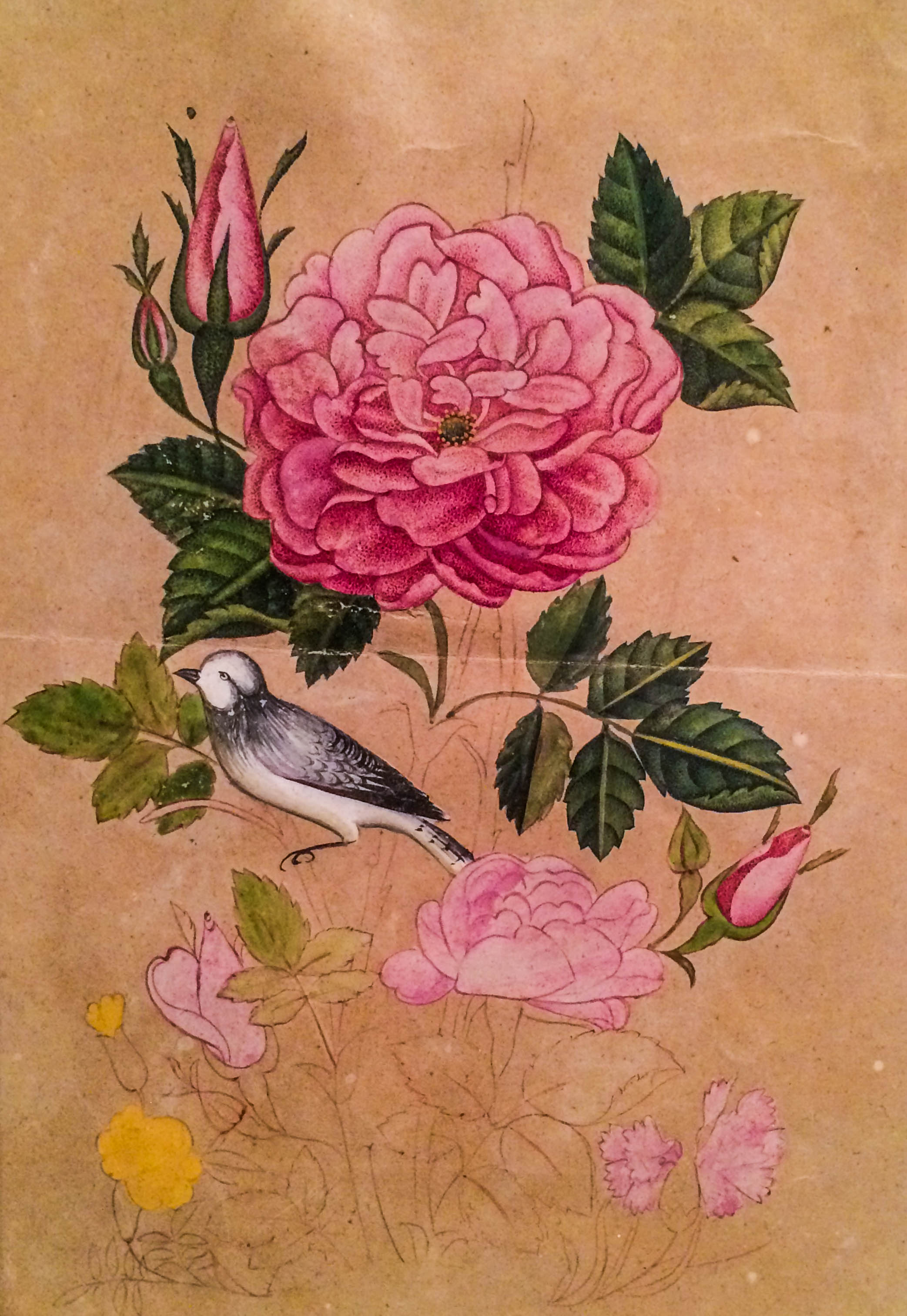
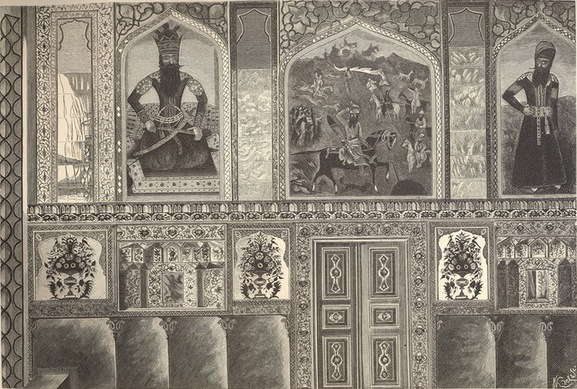
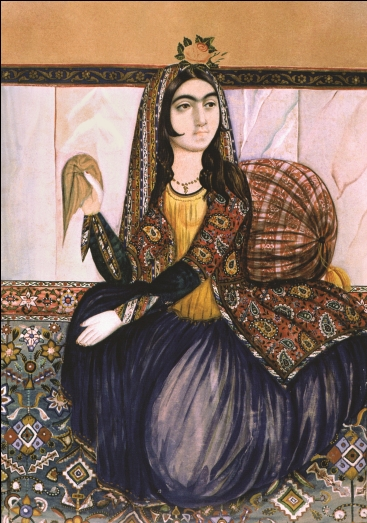
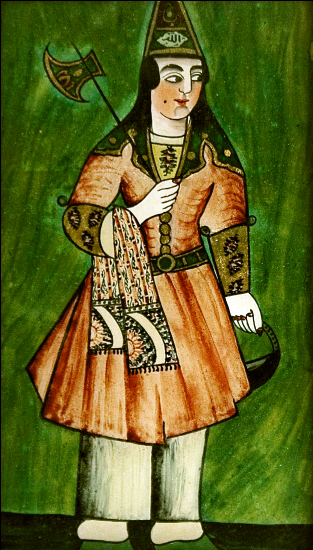
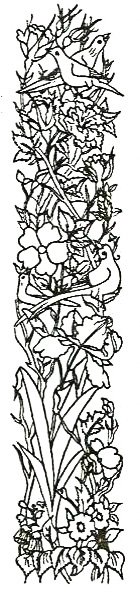